# Assaggiatori di aceto

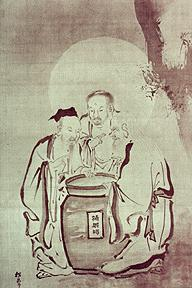
Una rappresentazione tradizionale degli "Assaggiatori di aceto"

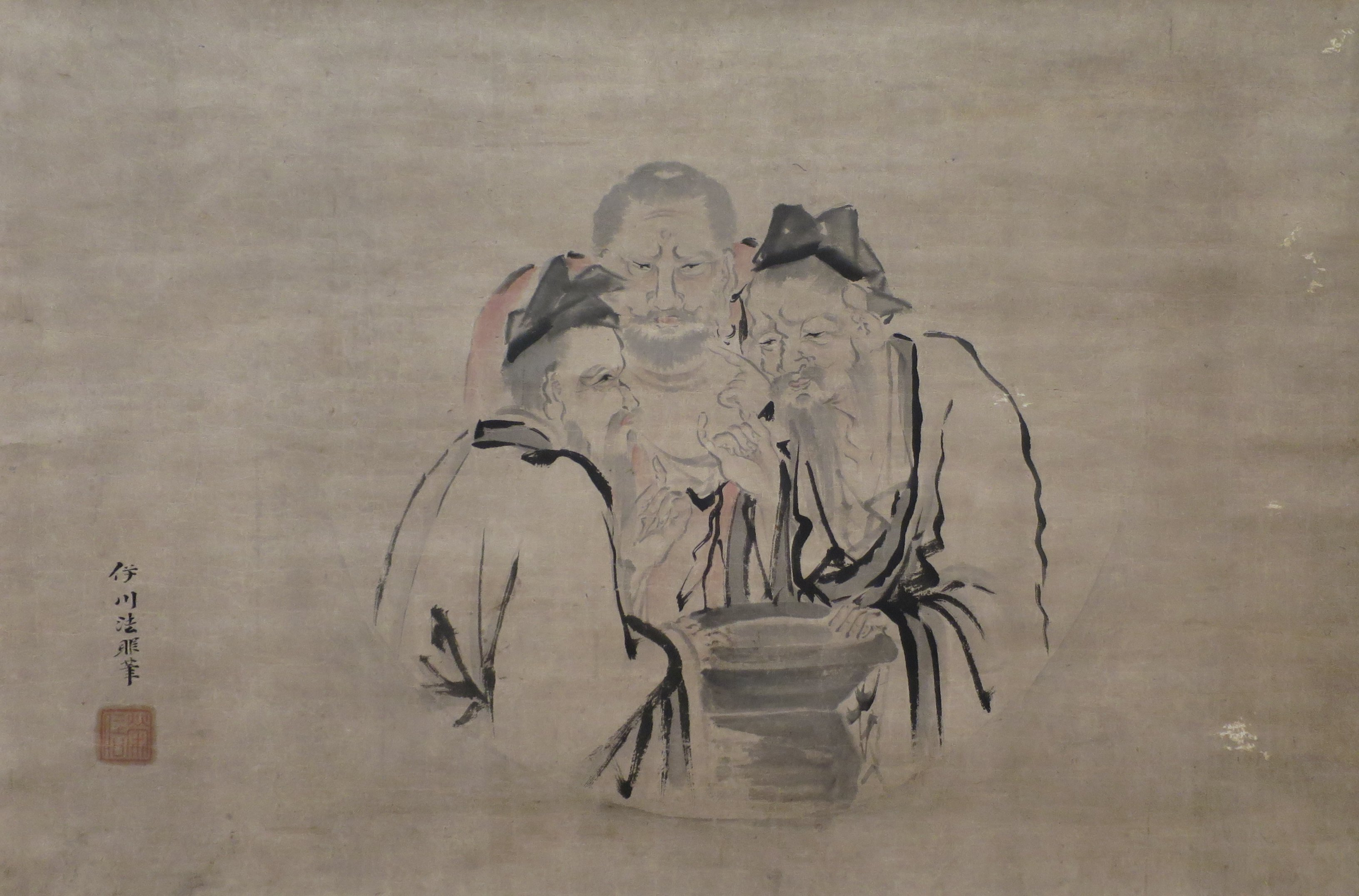
Un'altra rappresentazione del tema.

Gli assaggiatori di aceto (三酸圖 , i tre aspri  嘗醋翁 anziani che assaggiano aceto 嘗醋圖, 尝醋图)  è un soggetto tradizionale nella pittura religiosa cinese. La composizione allegorica mostra i tre fondatori delle principali tradizioni religiose e filosofiche della Cina: Confucianesimo, Buddhismo e Taoismo. Il tema del dipinto è stato interpretato da alcuni come favorevole al taoismo e critico nei confronti delle altre due religioni.

## Descrizione
I tre anziani stanno immergendo le dita in un vaso colmo di aceto, assaggiandolo: un uomo reagisce con un'espressione aspra, un altro con un'espressione amara e l'ultimo reagisce con una dolce. I tre uomini sono rispettivamente Confucio, Gautama Buddha e Laozi. L'espressione di ogni uomo rappresenta l'atteggiamento predominante della sua filosofia: il confucianesimo insegna che la vita è aspra, bisognosa di regole per correggere la degenerazione umana; Il buddhismo vede invece la vita come amara, dominata dal dolore e dalla sofferenza; infine il taoismo considera la vita come fondamentalmente buona nel suo stato naturale. Un'altra interpretazione di questa iconografia può essere che, poiché i tre uomini sono riuniti attorno ad uno stesso vaso di aceto, i " tre insegnamenti" sono in realtà uno. L'iconografia e il tema sono stati ampiamente descritti dallo scrittore taoista americano Benjamin Hoff nel suo libro The Tao of Pooh.

## Interpretazioni

### Confucianesimo
Il confucianesimo vede la vita come aspra, bisognosa di regole per correggere la degenerazione delle persone, e all'epoca riteneva che il presente avesse perduto il contatto con il passato e che il governo non comprendesse la via dell'universo; la risposta giusta risiedeva nel culto degli antenati.
Il confucianesimo dunque, essendo maggiormente interessato al mondo esterno ed alla dimensione politica, considera l'aceto come "vino inquinato".

### Buddhismo
Il buddhismo fu fondato da Siddhartha Gautama, un principe indiano che all'età di 35 anni dichiarò di aver raggiunto l'illuminazione. Siddhartha aveva vissuto fino ad allora un'esistenza molto riparata e lussuosa, isolato dal mondo all'interno del suo palazzo, ma verso i trent'anni si rese conto di tutta la bruttezza del mondo, questo lo spinse a lasciare il suo palazzo in cerca dell'illuminazione. All'inizio dei suoi viaggi Siddhartha divenne un mendicante e studiò filosofia; tuttavia i suoi studi non lo portarono alle risposte che tanto cercava. Tentò così la via dell'ascetismo a fianco di cinque monaci per sei anni; anche questa pratica però non riuscì a condurlo all'illuminazione. Dopo aver rinunciato all'ascetismo, Siddhartha decise di darsi alla pratica della meditazione, e così fece fino a quando non trovò l'illuminazione. Divenuto illuminato, fu da allora in avanti conosciuto come Buddha, che significa "risvegliato". Durante la sua meditazione ebbe una visione dell'umanità e del ciclo al quale essa è legata. Arrivò alla conclusione che siamo legati ai cicli della vita e della morte a causa del tanha (desiderio, sete, brama). Durante il suo primo sermone il Buddha predicò che "né l'estremo dell'indulgenza né gli estremi dell'ascetismo sono accettabili come stili di vita e gli estremi andrebbero evitati ,cercando di vivere nella via di mezzo". "Quindi l'obiettivo della pratica buddhista di base non è il raggiungimento di uno stato di beatitudine in un qualche paradiso, ma l'estinzione del tanha. Quando si estingue il tanha, si viene liberati dal ciclo della vita (nascita, sofferenza, morte e rinascita)" e solo allora si potrà raggiungere il Nirvana.
Una possibile interpretazione è che il Buddhismo, essendo concentrato sul sé, vedesse l'aceto come un'inquinante per il corpo dell'assaggiatore per via del suo sapore estremo. Un'altra interpretazione può essere che il Buddhismo riporta i fatti per come sono in realtà, che l'aceto è aceto e non è dolce al gusto. Provare a renderlo dolce è ignorare la sua natura, far finta che lo sia vuol dire negarla, mentre l'estremo opposto, ugualmente sbagliato, sta nell'essere disturbati dalla sua asprezza.

### Taoismo (taoismo)
(Benjamin Hoff)
 __ Benjamin Hoof, The Tao of Pooh
Nell'immagine degli assaggiatori di aceto, l'espressione di Laozi (Lao Tzu) è dolce e beata per via di come gli insegnamenti taoisti vedono il mondo. Secondo questa filosofia ogni cosa esistente in natura è intrinsecamente buona finché rimane fedele alla propria natura. Questa prospettiva consente a Laozi di provare il sapore dell'aceto senza giudicarlo. "Ah, questo," potrebbe star pensando, "questo è proprio aceto!" Da una tale prospettiva, il gusto non ha bisogno di essere dolce, aspro, amaro o insipido. È semplicemente il sapore dell'aceto. Sperimentando apertamente l'aceto in quanto aceto, Laozi riconosce e partecipa all'armonia della natura e proprio questo è l'obiettivo principale del Taoismo. Qualunque sia il sapore dell'aceto, dunque, l'esperienza sarà comunque buona.
Al centro della dottrina taoista c'è il concetto del Dao o de "la via". Secondo la filosofia taoista, l'universo ha origine dal Tao e il Tao domina l'universo. "Il Tao abbraccia ogni cosa, esiste in nessun luogo e ovunque pur essendo invisibile. Esso dà vita all'universo, il quale a sua volta darà vita a tutto ciò che esso contiene ". Il Tao è dunque inteso come la via dell'universo, la forza motrice che sostiene tutto ciò che esiste in natura.